# Lancia somenella
Lancia somenella là một loài bướm đêm trong họ Crambidae.